# Авл Постумій Туберт
Авл Посту́мій Тубе́рт (лат. Aulus Postumius Tubertus; V століття до н. е.) — політичний і військовий діяч часів Римської республіки, диктатор 431 року до н. е., начальник кінноти 434 року до н. е.

## Біорафічні відомості
Походив з патриціанського роду Постуміїв. Про батьків та солоді роки відомостей не збереглося.
434 року до н. е. диктатор Мамерк Емілій Мамерцін призначив Авла Постумія своїм заступником — начальником кінноти. Це відбулось через загрозу війни з етрусками, але тривога виявилася несправжньою, тому вони швидко склали свої повноваження.
431 року до н. е. консул тогорічної каденції Тит Квінкцій Пен Цинціннат призначив свого зятя Авла Постумія диктатором для ведення бойових дій проти вольськів і еквів. У свою чергу Авл Постумій призначив начальником кінноти Луція Юлія Юла. Вони розгромили вольськів та еквів у битві при Алгіді, після чого Авл Постумій отримав від сенату тріумф. 
Після цього року згадок про Авла Постумія немає.